# 陸軍飛行戰隊

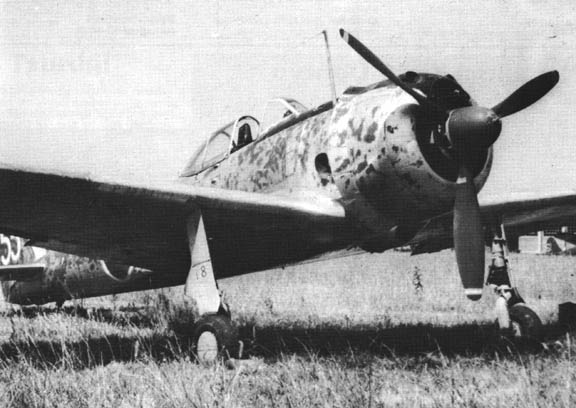
飛行第25战隊的一式戦「隼」二型（キ43-II）

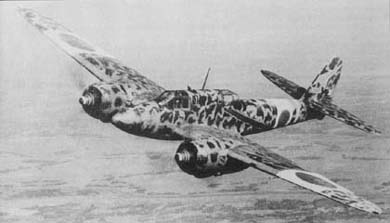
飛行第53战隊的二式複戦「屠龍」丙型丁装備（キ45改丙）

陸軍飛行戰隊（日语：〔〕／），簡稱飛行戰隊是大日本帝国陸軍的陸軍航空兵。通稱日本陆军航空队或日本空军，日文羅馬字簡寫為FR或F，屬於日本帝國陸軍空中武力的基礎戰術佈署單位。

## 沿革
日本帝國陸軍的航空單位最初成軍者是1904年為了日俄戰爭砲兵觀測需求而設置的臨時氣球隊，但是該編制在戰爭結束後被縮編至交通兵旅底下，僅為後勤兵科的一種。
飛行兵科實際獨立在第一次世界大戰之後，但是飛機引進則在第一次世界大戰期間，1914年陸軍成立臨時航空隊，1915年扶正定名航空大隊，在1918年戰勝前已經有6個航空大隊；日軍理解空中武力後續發展的潛力，1922年將6個航空大隊改名為飛行大隊，1925年增編為飛行連隊(FR)，至1930年時陸軍旗下有8個連隊。飛行連隊下無大隊編制，直轄數支獨立飛行中隊(Fcs)、以及後勤單位。
1930年代初，帝國陸軍的主要假想敵仍是蘇聯，由於蘇聯地廣人稀，航空部隊如果被後勤制約將無法快速調動，無法有效壓制蘇聯，因此必須讓飛行武力更有效率的運用。最後日軍對這問題的結論選擇將空（飛官）地（地勤）分離制度，該制於滿洲進行測試，在1937年後推廣到所有陸軍航空部隊使用。不過原先在日本本土設立的飛行連隊因為職責為防衛日本領空，不需野戰机动，除了組織名稱變更以外並沒有對其作戰方式產生任何變化，這類稱為內地型戰隊，內地型戰隊則會外加一個機場大隊，納編機務中隊與警備中隊等部隊。
在空地分離制度下，日本陸軍航空部隊被切割為全部配置軍機的飛行戰隊（FR / F），維修、補給部隊則改編成機場大隊（ab），教練單位的基本編裝也是比照飛行戰隊編制。
原則上，飛行戰隊會編制3個飛行中隊（Squadron，日軍代號Fc），戰隊長則有機場大隊的指揮權限。
1937年共有22个战斗机中队，6个轻轰炸机中队，8个重轰炸机中队，15个侦察机中队，近千架作战飞机。第1、第2第3飞行团分驻本土、朝鲜、台湾，关东军设飞行集团。下辖14个飞行联队。联队下设飞行大队。飞行大队下设飞行中队。
1937年七七事变后，航空兵团长德川好敏率首批6个飞行大队组成“临时航空兵团”参战，1938年4月改称航空兵团；留在本土的部队改称“留守航空兵团”。1937年8月开始设飞行集团。1938年7月飞行战队取代了飞行联队、飞行大队两级建制。1939年9月中国派遣军成立时，下设第3飞行集团，航空兵团司令部调归关东军。中国战场的日本陆航编制为：第3飞行集团-飞行团-飞行战队-飞行中队。
1942年4月15日後全面自德國空軍借鑒的日軍教範。飞行集团改称飞行师团，航空兵团改称航空军。日軍戰機最小編組是分隊（2架，分隊長機、僚機），2個分隊組成1個小隊（4架）、3個小隊編成1個中隊（12架），理想上滿編可達36架戰鬥機，戰鬥機飛行戰隊的飛官標準編制是軍官13人、士官36人。但是受限於補充速度，以及兵科不同（轟炸機、偵察機等單位中隊編制9架，維持舊制編裝），轟炸機與攻擊機單位總數便僅有18-24架，而偵察機編制的飛行戰隊多半只有2個中隊，因此實際編裝仍得參考各部隊實際運作而定。
到1943年，戰鬥機飛行戰隊進行組織調整，原先機場大隊隸屬之機務中隊解散，增設補給中隊，機務人員打散編入各飛行中隊下之「整備小隊」（機務班），飛行中隊則改名為飛行隊，在飛行戰隊隊本部則加設整備隊本部主管機務。飛行隊的隊長雖然仍是軍官（中隊長），但機務另有機務班班長協助指揮。實務運作恢復原先開戰前的空地一體制度，但不再兼管物料儲備，因此飛行戰隊仍保有快速調動的彈性，機場部隊則專精機場防務與機件物料管理。
戰隊隊長由於需要同時管理戰鬥單位與後勤單位，由於後勤單位是大隊編制，故主官職階至少需要中佐級別始可合乎指揮鏈，實際配置時多半是資深中佐或大佐；不過在1941年開戰前因快速擴軍已經無法顧及職階問題，主官多是由一般中佐或是資深少佐；到日本戰敗前主官職階多半維持在此標準。
戰隊分成戰鬥與偵察兩種類型，飛行戰隊由飛行團管轄，而飛行團由飛行集團指揮，1943年飛行集團改稱飛行師團，並在上方增設航空軍這種大型指揮單位
陸軍飛行戰隊到1945年戰爭結束前編成了92支，包括飛行第1戰隊（以下「飛行」略）至第34戰隊、第38戰隊、第44戰隊、第45戰隊、第47戰隊、第48戰隊、第50戰隊開始至第56戰隊、第58戰隊開始至第68戰隊、第70戰隊開始至第75戰隊、第77戰隊、第78戰隊、第81戰隊開始至第83戰隊、第85戰隊、第87戰隊、第90戰隊、第95戰隊、第98戰隊、第101戰隊至第112戰隊、第144戰隊、第200戰隊、第204戰隊、第208戰隊、第244戰隊、第246戰隊、第248戰隊。

## 編制

### 飞行单位的层级
1. 1925年设立陆军省航空本部/1938年改设航空总监部/1945年4月改设航空总军
2. 航空兵团/1942年5月改称航空军
3. 飛行集团/1942年5月改称飛行师团（Flying division）。
4. 飛行团（Flying brigade）：1935年8月开始设置。设司令部为指挥机关。
5. 飛行戰隊（36架）：1938年7月废除飛行联队、飛行大队，设置飛行戰隊（Flying regiment）作为编制稳定的基本战术单位。
6. 飛行中隊（12架）
7. 飛行小隊（4架）
8. 飛行分隊（2架，分隊長機、僚機）

### 飛行分科
以飛行战队为中心，陸軍航空部隊的各飛行部隊按以下飛行分科（分科）决定相对装備的機種。
- 「战斗」 - 战斗机
- 「重爆」 - 重型轰炸机
- 「轻爆」 - 轻型轰炸机
- 「襲撃」 - 襲撃機

轻型轰炸机より近接航空支援（「地上攻撃機」）に比重を置いている
- 「司偵」 - 司令部偵察機

## 上級部隊

### 飛行团
- 第1飞行团(1FB)
- 第2飞行团(2FB)
- 第3飞行团(3FB)
- 第4飞行团(4FB)
- 第5飞行团(5FB)
- 第6飞行团(6FB)
- 第7飞行团(7FB)
- 第8飞行团(8FB)
- 第9飞行团(9FB)
- 独立第10飞行团(10FBs)
- 第12飞行团(12FB)
- 第13飞行团(13FB)
- 第14飞行团(14FB)
- 独立第15飞行团(15FBs)
- 第16飞行团(16FB)
- 第17飞行团(17FB)
- 第18飞行团(18FB)
- 第19飞行团(19FB)
- 第20飞行团(20FB)
- 第21飞行团(21FB)
- 第22飞行团(22FB)
- 第23飞行团(23FB)
- 独立第25飞行团(25FBs)
- 第26飞行团(26FB)
- 第27飞行团(27FB)
- 第30飞行团(30FB)
- 第100飞行团(100FB)

### 飛行师团
- 第1飞行师团(1FD)
- 第2飞行师团(2FD)
- 第3飞行师团(3FD)
- 第4飛行師團(4FD)
- 第5飛行師團(5FD)
- 第6飛行師團(6FD)
- 第7飞行师团(7FD)
- 第8飛行師團(8FD)
- 第9飞行师团(9FD)
- 第10飞行师团(10FD)
- 第11飞行师团(11FD)
- 第12飞行师团(12FD)
- 第13飛行師團(13FD)

このほか、隷下に教育飞行团などをもつ飞行师团に準ずる教育部隊として、航空师团(KD)や教育飞行师团(KED)も編成されている。
- 第51航空师团(51KD)
- 第52航空师团(52KD)
- 第53航空师团(53KD)
- 第54航空师团(54KD)
- 第51教育飞行师团(51KED)

- 明野教导飞行师团
- 常陸教导飞行师团
- 下志津教导飞行师团
- 濱松教导飞行师团
- 鉾田教导飞行师团
- 下志津教导飞行师团
- 宇都宫教导飞行师团
- 立川教导航空整备师团
- 水户教导航空通信师团

### 战斗飞行集团
- 第20战斗飞行集团(20FC)
- 第30战斗飞行集团(30FC)

### 航空軍
- 第1航空軍(1FA) - 日本本土（東日本）
- 第2航空軍(2FA) - 滿洲
- 第3航空軍(3FA) - 缅甸、印度尼西亚、泰国、法印（南西方面）
- 第4航空軍(4FA) - 新几内亚、菲律宾（南東方面）
- 第5航空軍(5FA) - 中国、朝鮮
- 第6航空軍(6FA) - 日本本土（西日本）

### 航空总军
- 航空总軍(FSA) - 北東方面を除く日本本土、朝鮮

### 中隊色

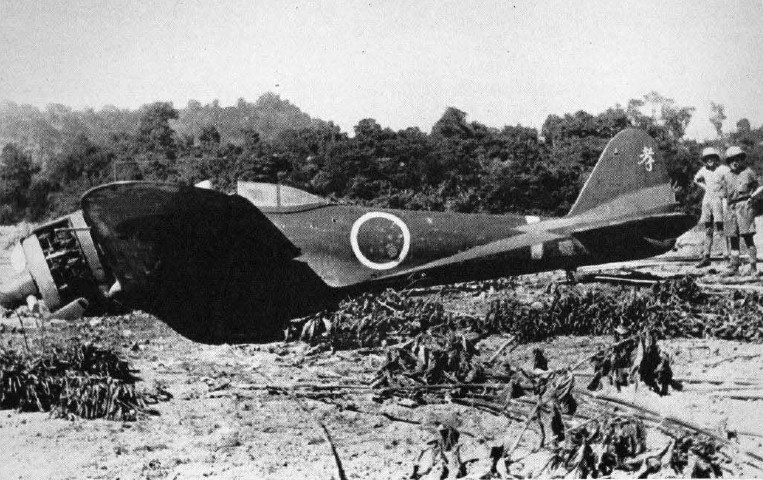
飛行第50战隊第2中隊所属の一式战「隼」二型（キ43-II）。部隊マーク（「電光」）・スピナー・カウリング先端を中隊色の「黄色」で描く（1943年）。垂直尾翼の「考」の文字は操縦者が考案・記入した機体愛称

## 独立飛行中隊・独立飛行隊

### 独立飛行中隊
独立飛行中隊（Fcs、独飛中隊・独飛中）

## 部隊标志

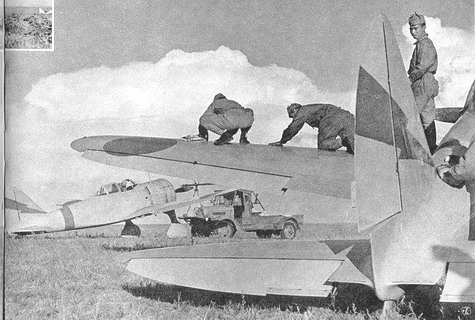
その部隊マークから「稲妻部隊・稲妻战隊」と謳われた飛行第11战隊の九七战乙（キ27乙）。マークは中隊色で色分けされている

### 種類

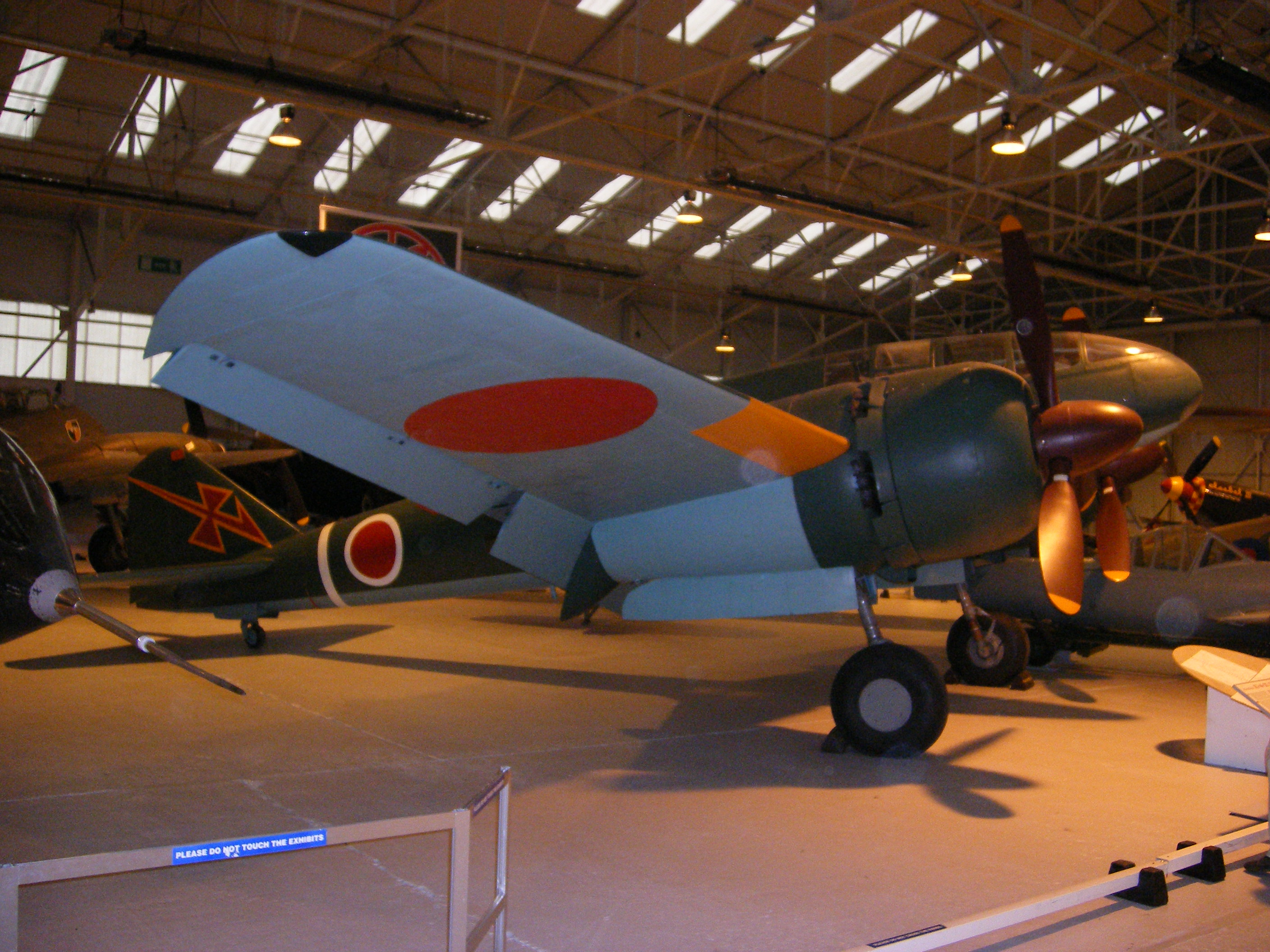
隊号「81」を瀟洒にアレンジ・図案化した飛行第81战隊の一〇〇式司偵「新司偵」三型甲（キ46-III甲）

- 稲妻/電光 - 第11战隊、第31战隊、第50战隊、独飛48中他
- 帯/ストライプ - 第25战隊、第34战隊、第59战隊、第72战隊、第73战隊、520臨防战隊、独飛10中、独飛47中、第3独飛隊、第1錬飛隊他
- 矢印 - 第29战隊、第64战隊、第77战隊、第85战隊、第101战隊、第103战隊、第183战隊等
- 菊水紋 - 第22战隊、第3教飛隊等
- 日章 - 第44战隊、1航軍司飛班等
- 隊号（部隊号、部隊番号）的图形化 - 第6战隊、第14战隊、第19战隊、第20战隊、第24战隊、第33战隊、第47战隊、第51战隊、第52战隊、第53战隊、第62战隊、第63战隊、第68战隊、第70战隊、第104战隊、第244战隊、独飛71中、21飛団等

## 战争期间飞机装备

### 战斗机
- 川崎95式战斗机（95战）588架
- 中岛97式战斗机（97战）3368架
- 中岛1式战斗机（1式战，隼）5800架
- 中岛2式战斗机（2式单战、钟馗）1225架
- 川崎2式双发战斗机（2式复战、屠龙）1704架
- 川崎3式战斗机（3式战，飞燕）2884架
- 中岛4式战斗机（4式战，疾风）3421架
- 川崎5式战斗机（5式战）396架

### 轰炸机
- （日語）85架
- 三菱97式重轰炸机（97重爆）2054架
- 三菱97式轻轰炸机（97轻爆）704架
- 川崎98式轻轰炸机（98轻爆）854架
- 川崎99式双发轻轰炸机（99双轻爆）1997架
- 中岛100式重轰炸机（百式重爆，吞龙）813架
- 三菱4式重轰炸机（4式重爆，飞龙）606架

### 对地攻击机
- 三菱99式袭击机（99袭）2385架，包括改做99式军侦察机
- 川崎4式袭击机（4式袭）215架

### 侦察机
- 三菱97式司令部侦察机（97司侦）437架
- 立川98式直接协同侦察机（98直协）1334架
- 三菱100式司令部侦察机（百式司侦）1742架

### 运输机
- 中岛97式运输机（日语：九七式輸送機）（97输送）318架
- 三菱100式运输机（日语：一〇〇式輸送機）（百式输送）507架

### 教练机
- 立川95式一型教练机（日语：九五式一型練習機）（九五式中練）2618架
- 中岛95式二型教练机（日语：九五式二型練習機）
- 石川岛95式三型教练机（日语：九五式三型練習機）（九五式初練）658架
- 立川99式高等练习机（九九高练）1386架
- 立川1式双发高级教练机(一式双高练）1342架
- 日本国际航空4式初级教练机（日语：四式基本練習機）（四式基練）1030架

## 圖片

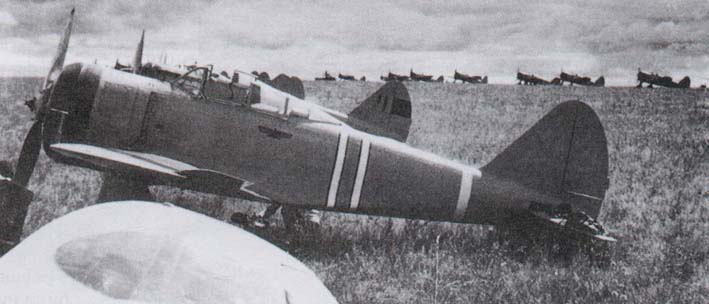
「赤鷲」を描いた飛行第64战隊的九七战乙（キ27乙）
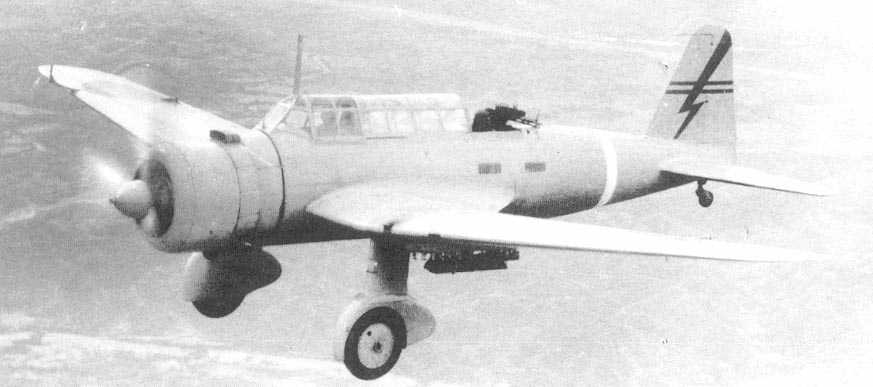
「稲妻/電光」と「帯」を描いた飛行第31战隊的九七式輕轟炸機（キ30）
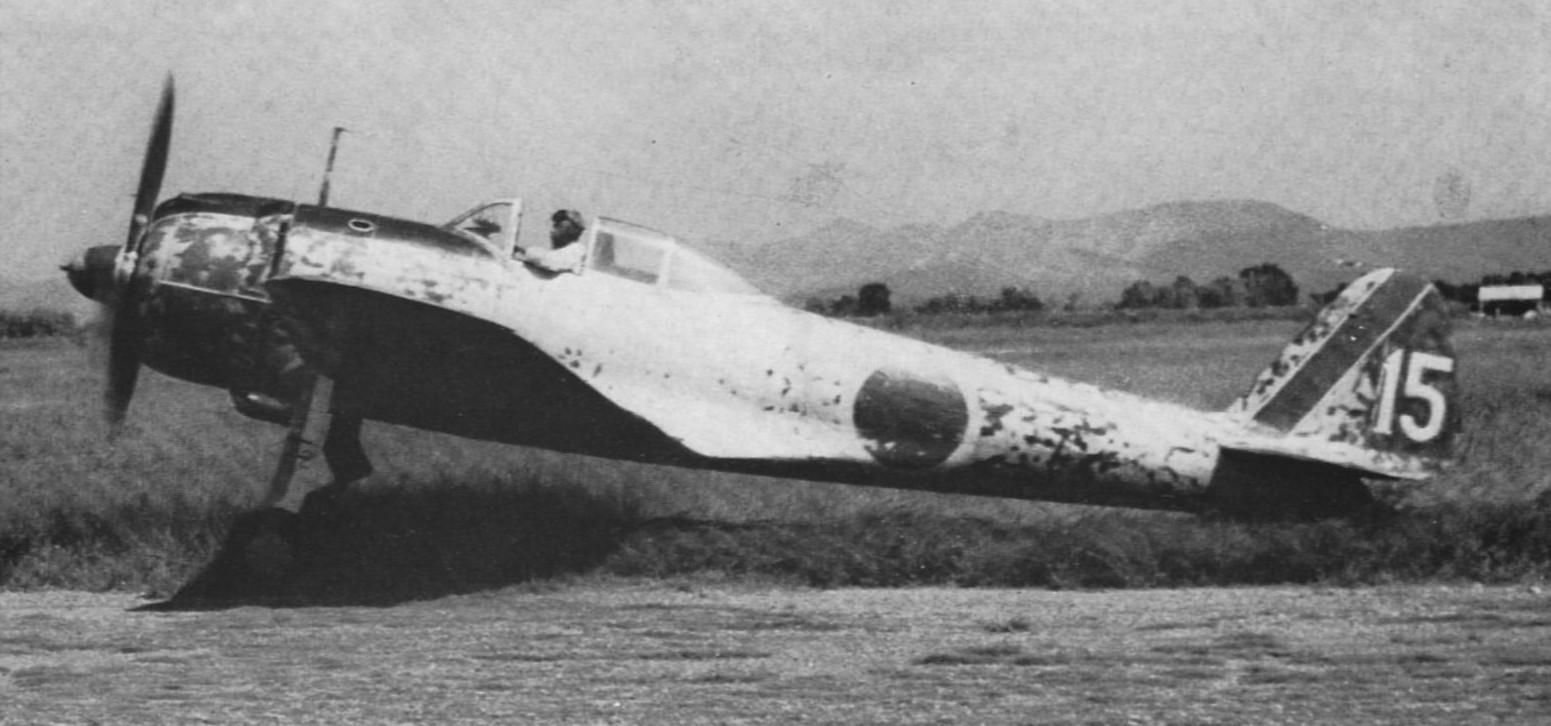
「帯」を描いた飛行第25战隊的一式战「隼」二型（キ43-II）
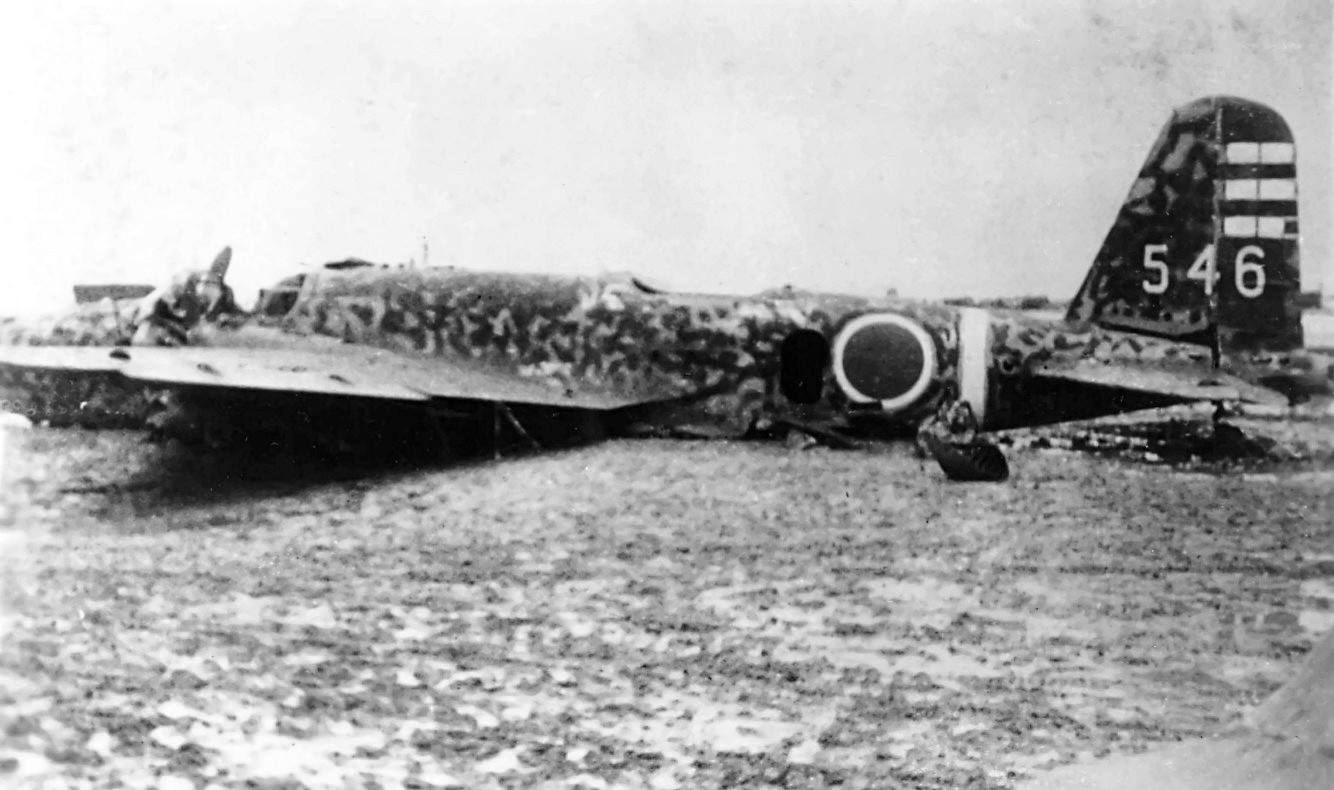
「帯」を描いた第3独立飛行隊的九七式重爆撃機二型甲（キ21-II甲）
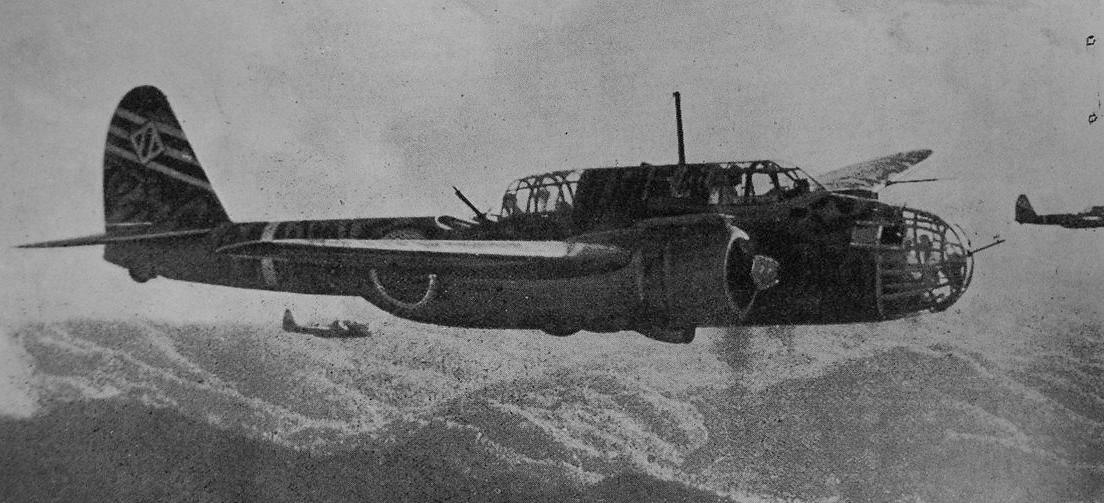
「ストライプ」を描いた飛行第34战隊所属的九九式雙發輕轟炸機二型（キ48-II）
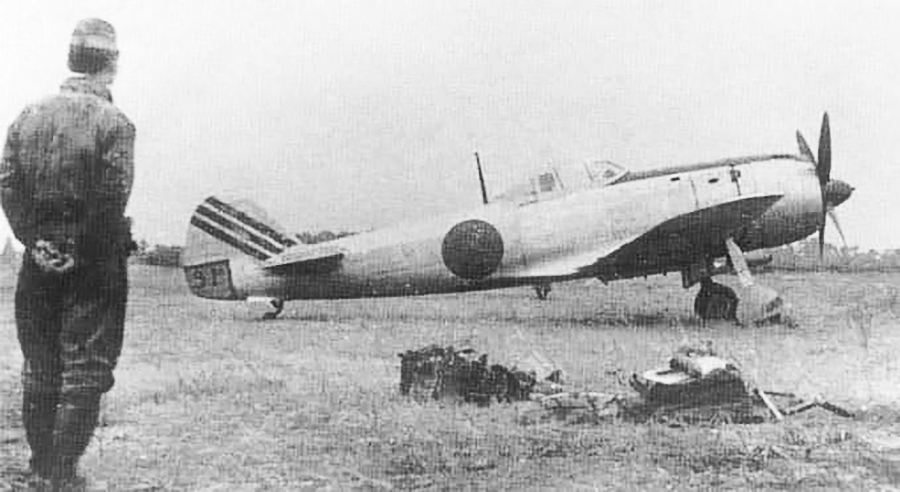
「ストライプ」を描いた飛行第73战隊的四式战「疾風」一型甲（キ84-I甲）
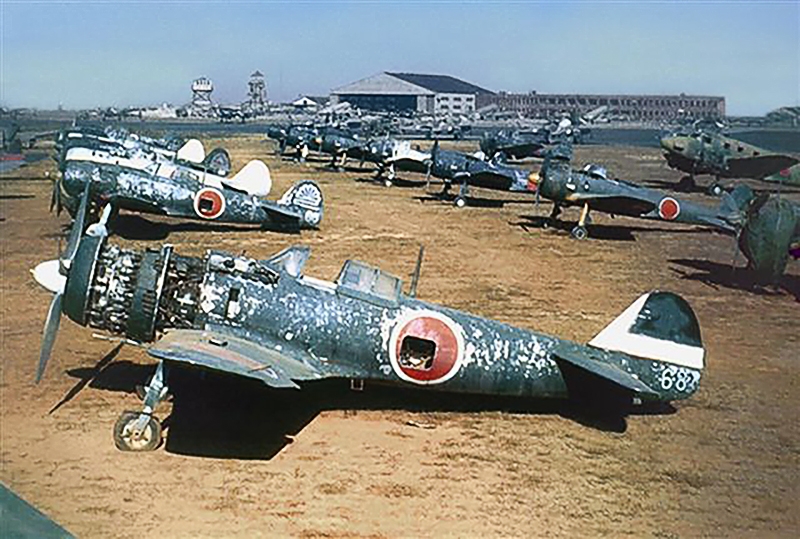
「片矢印」を描いた飛行第85战隊（手前）および、「菊水」を描いた飛行第22战隊（左奥）的四式战「疾風」一型甲（キ84-I甲）
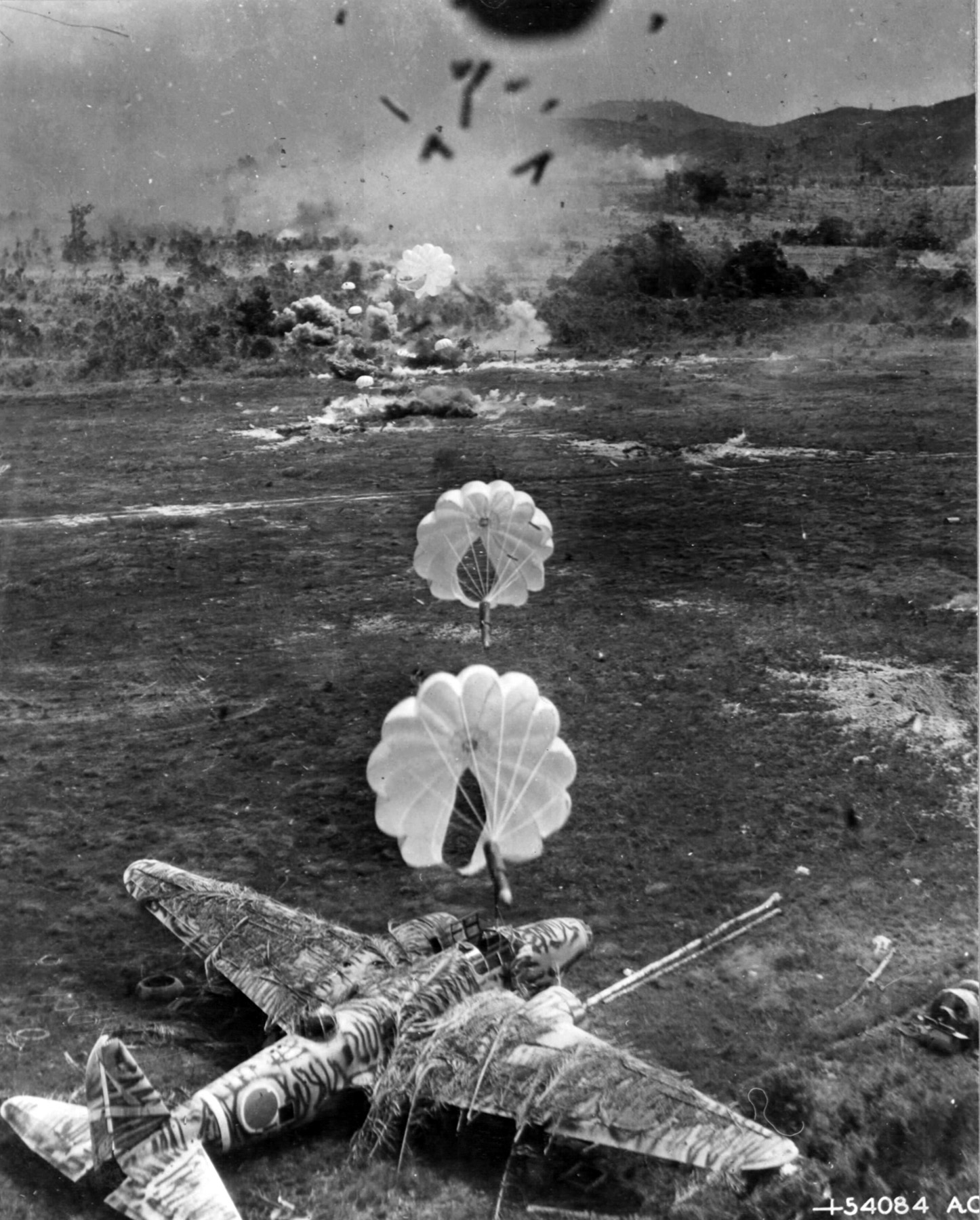
隊号「14」を図案化した飛行第14战隊的九七重爆二型乙（キ21-II乙）
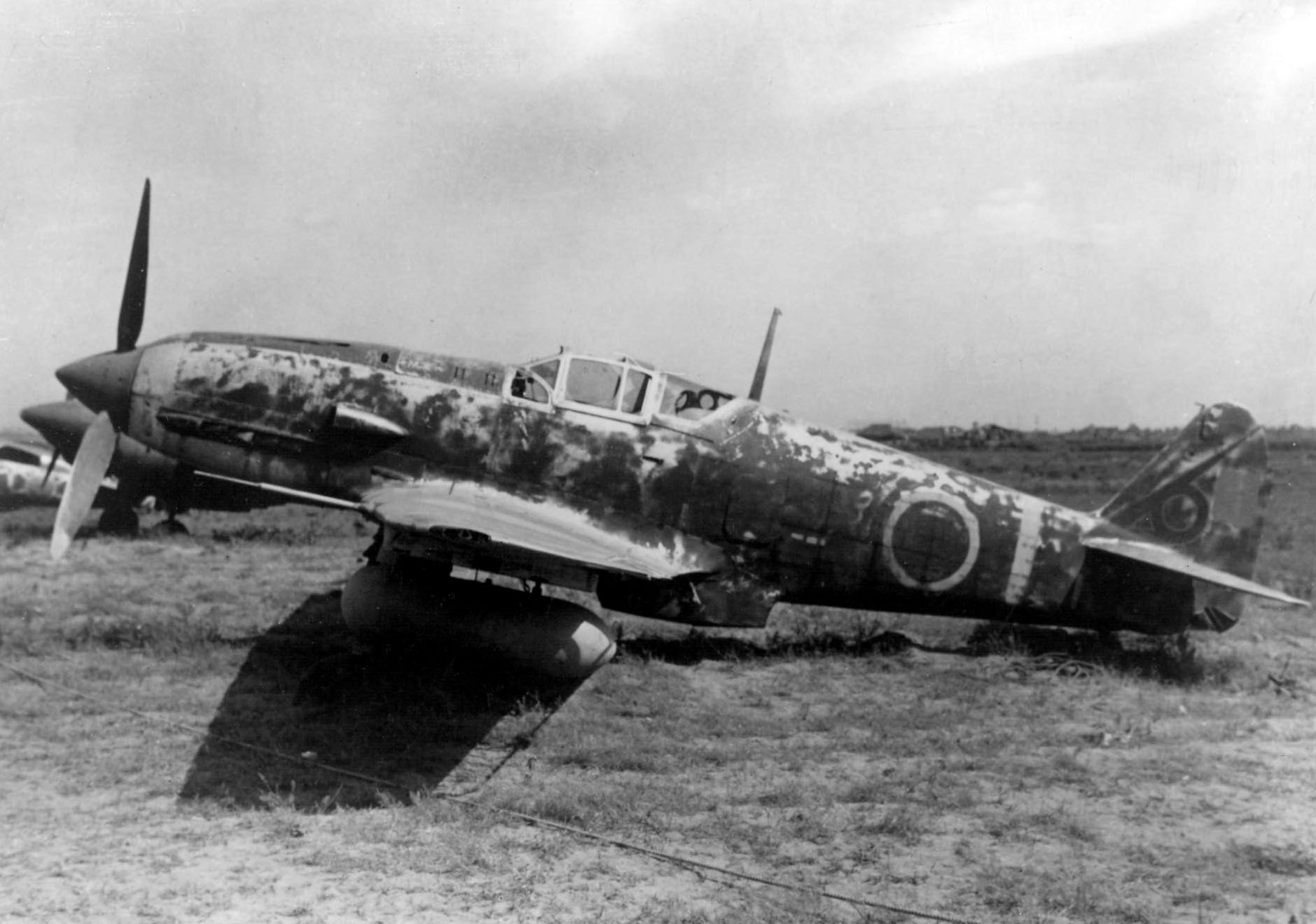
隊号「19」を図案化した飛行第19战隊的三式战「飛燕」一型乙（キ61-I乙）
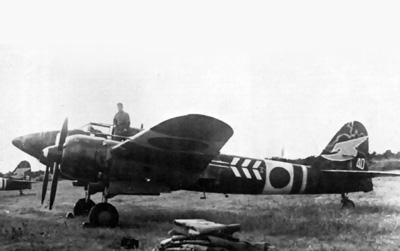
隊号「53」を図案化した飛行第53战隊震天制空隊的二式複战「屠龍」（キ45改）
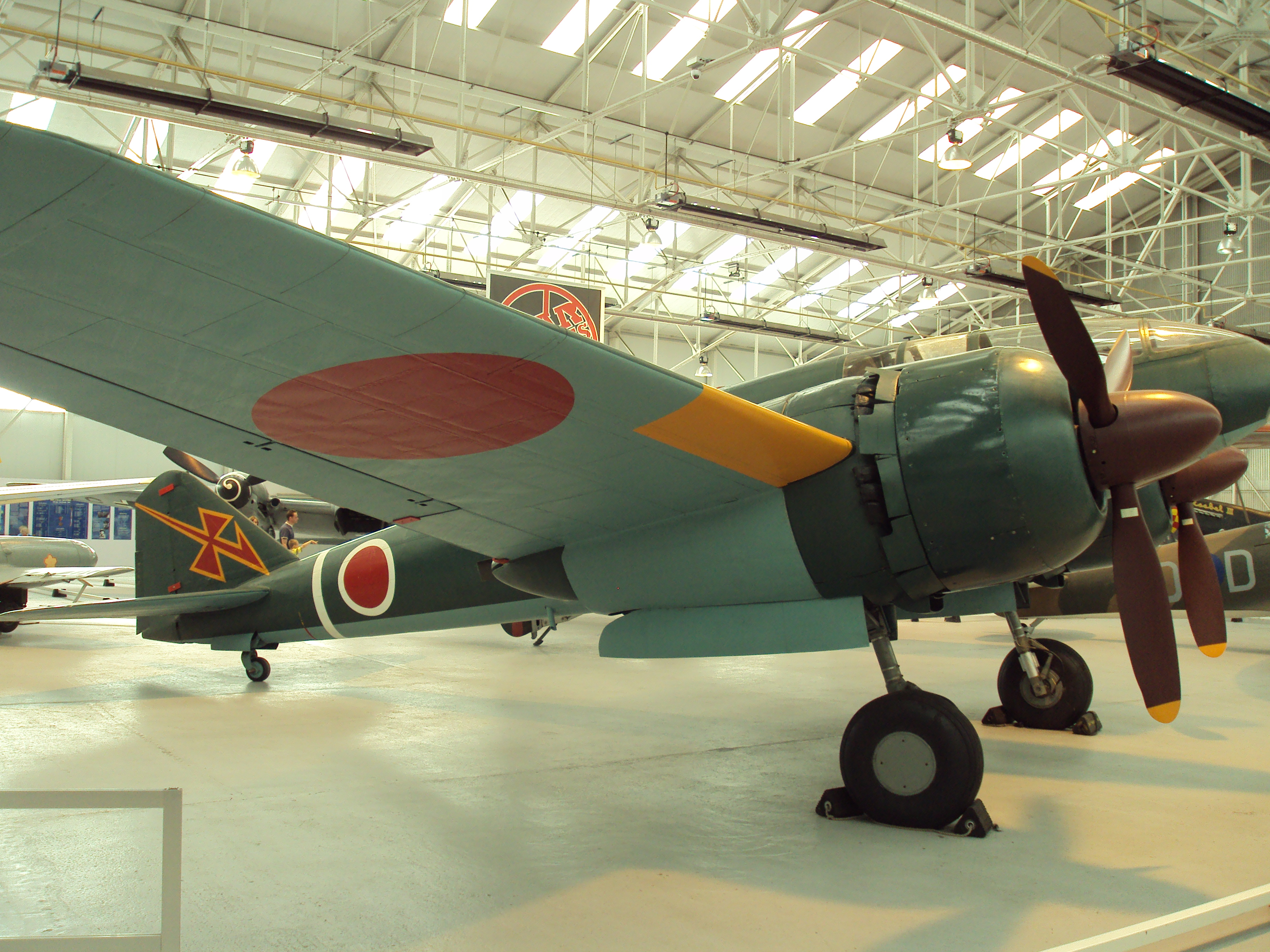
隊号「81」を図案化した飛行第81战隊的一〇〇式司偵「新司偵」三型甲（キ46-III甲）
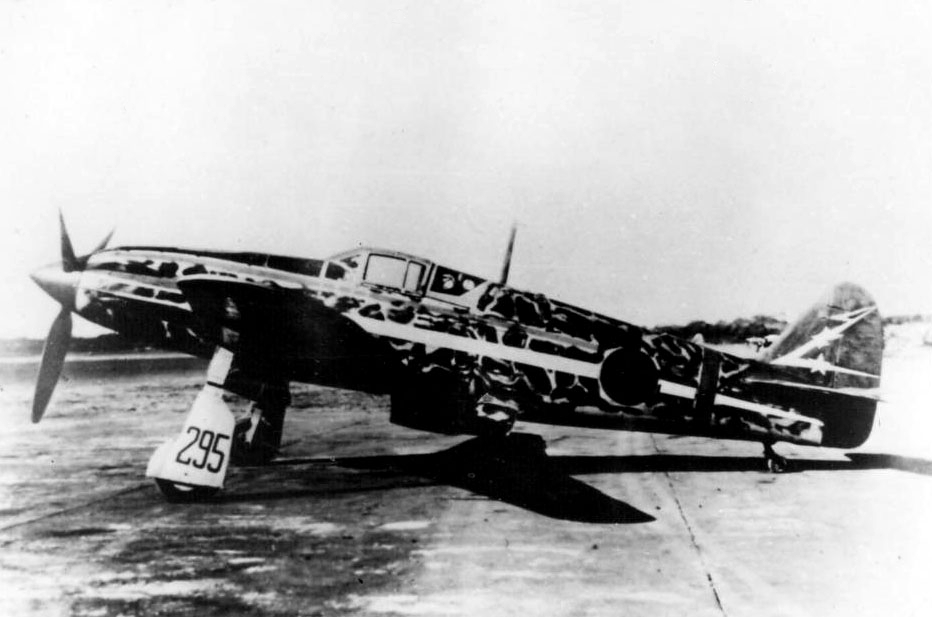
隊号「244」を図案化した飛行第244战隊本部小隊（战隊長機）的三式战「飛燕」一型丙（キ61-I丙）
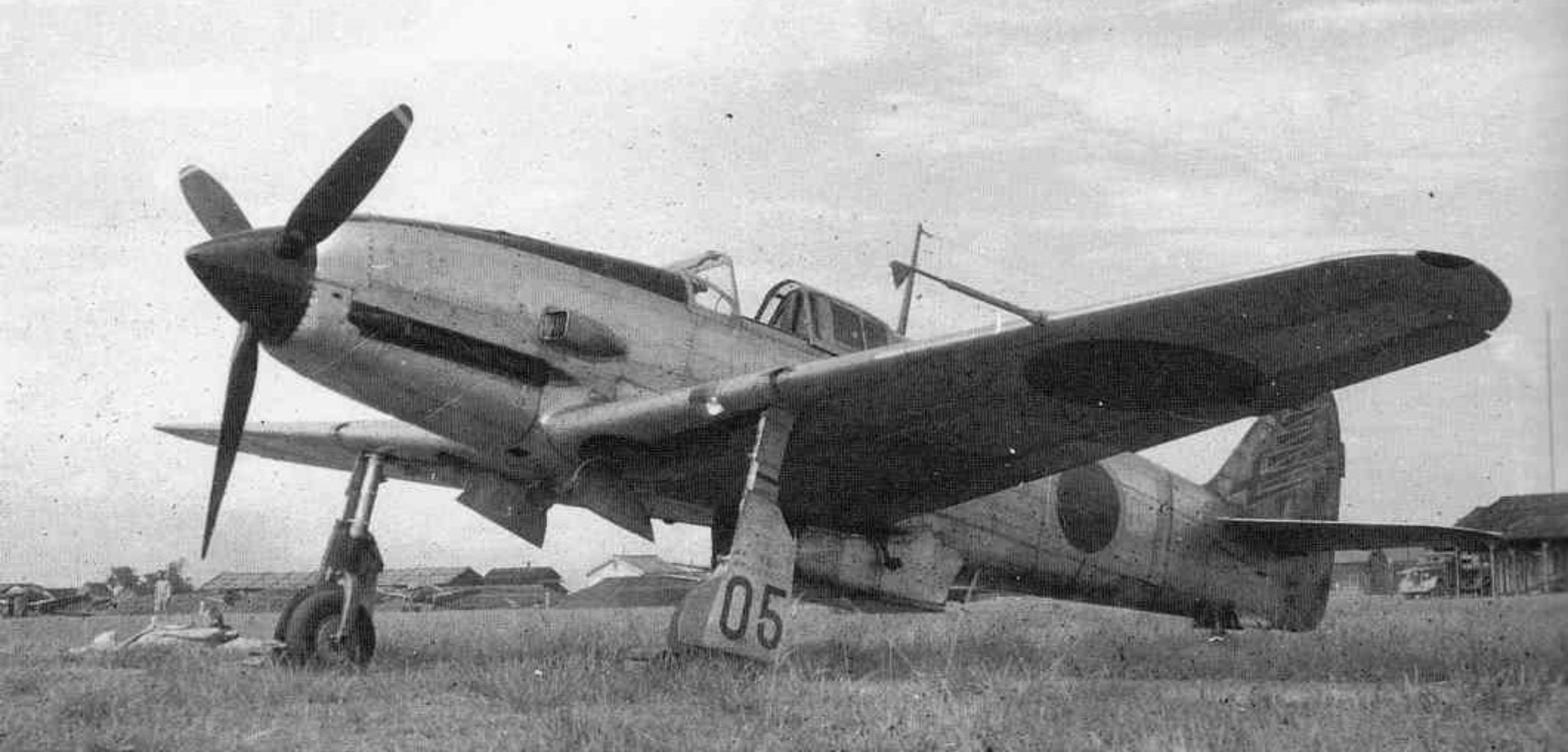
隊号「三七」を図案化した第37教育飛行隊の三式战「飛燕」一型甲（キ61-I甲）
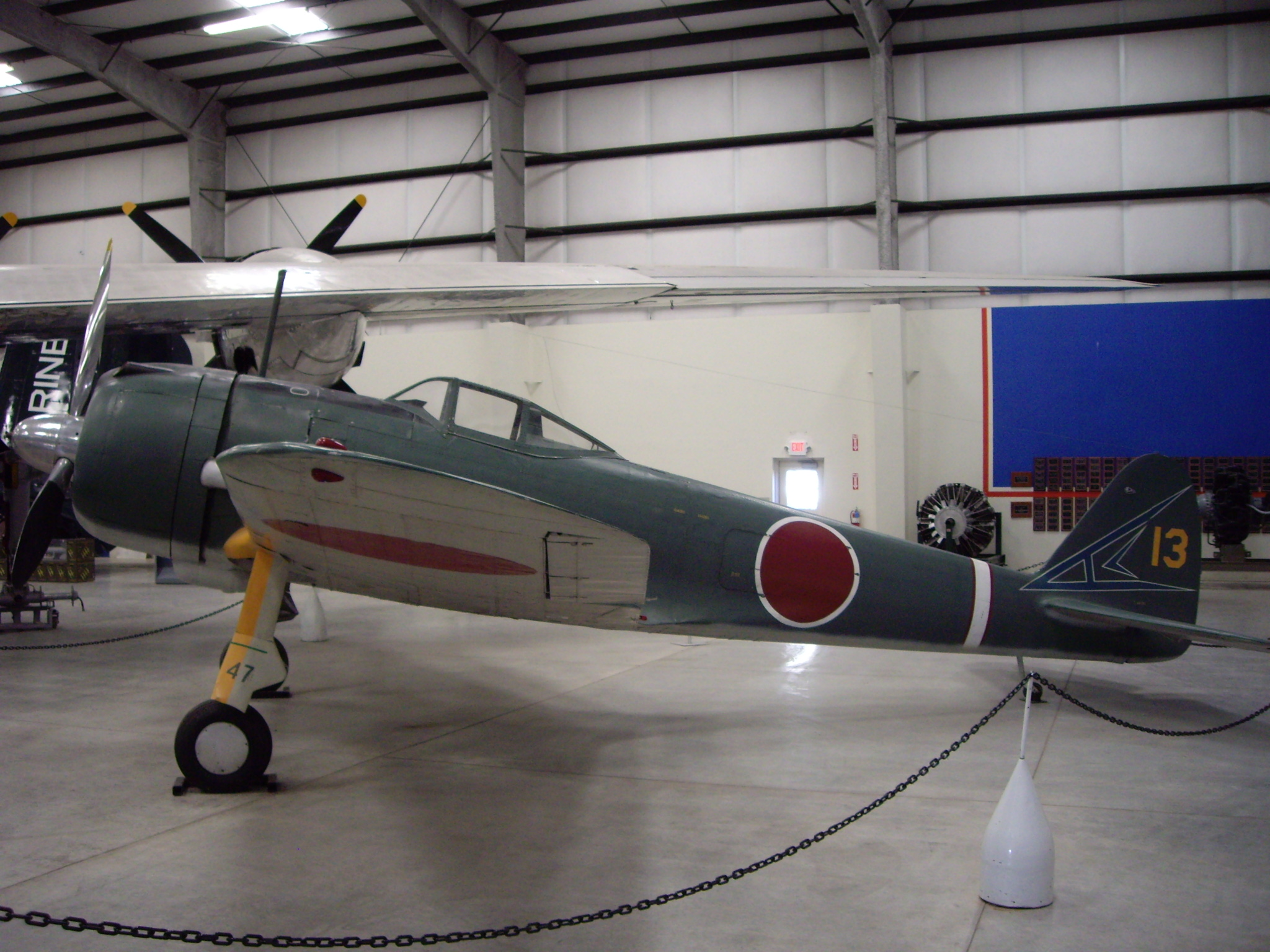
隊号「六三」を図案化した飛行第63战隊の一式战「隼」二型（キ43-II）
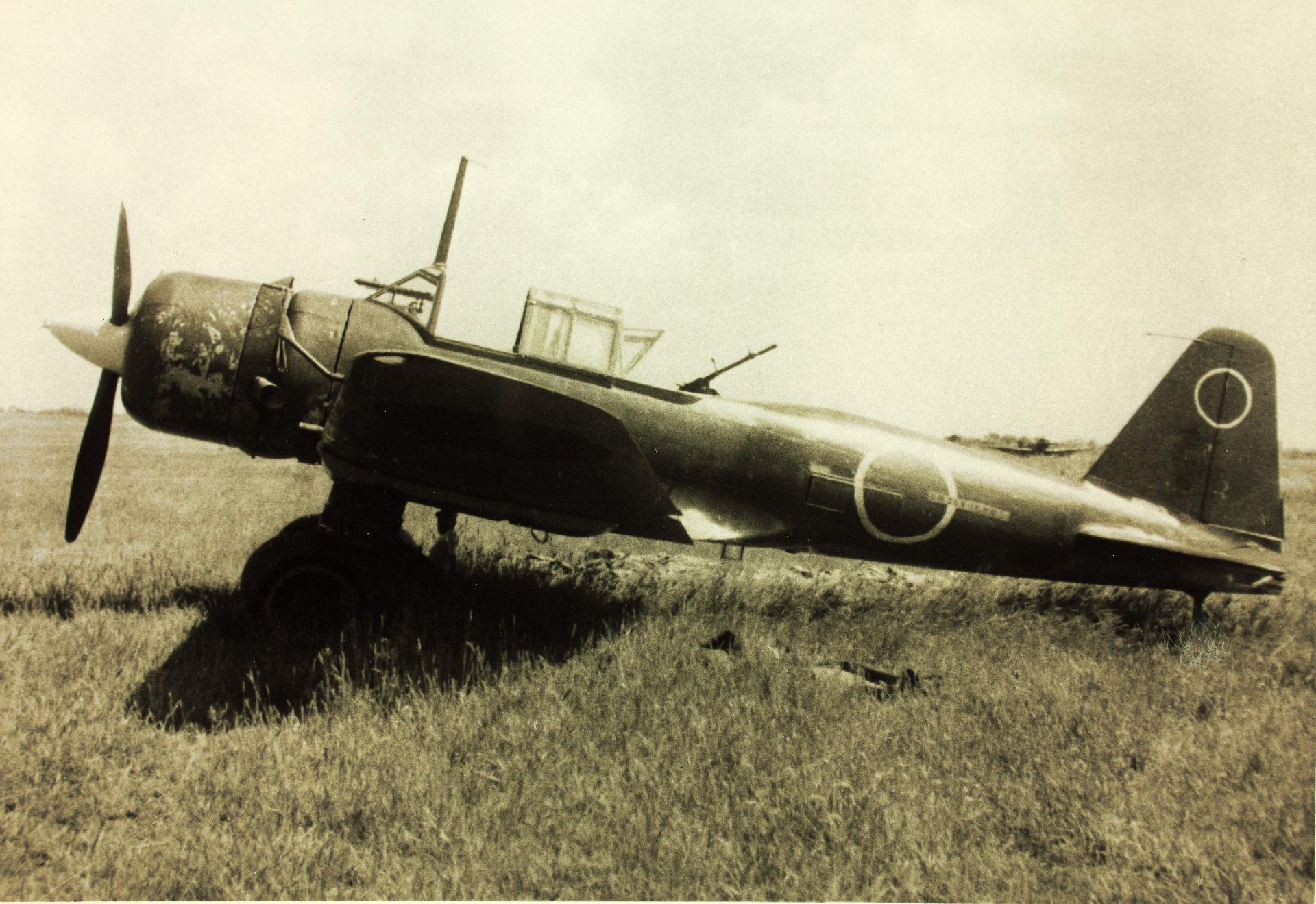
「日章」を描いた飛行第44战隊の九九軍偵（キ51）
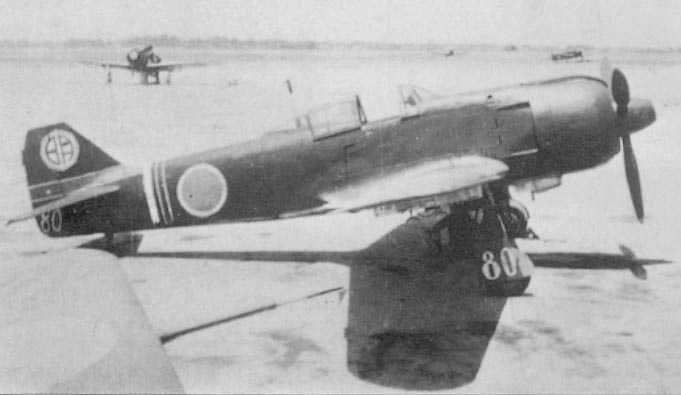
組織名「明」と「帯」を描いた飛行第111战隊的五式战一型（キ100-I）
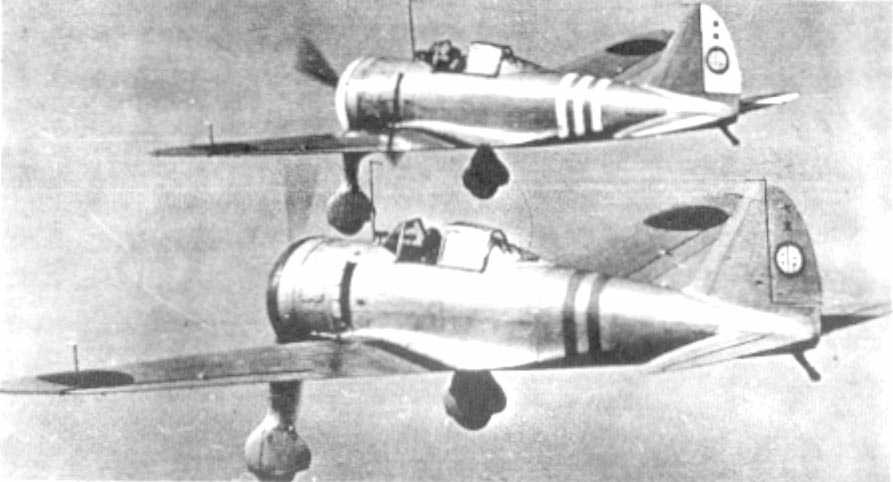
組織名稱「明」被設計繪入明野陸軍飛行學校的九七戰乙（キ27乙）
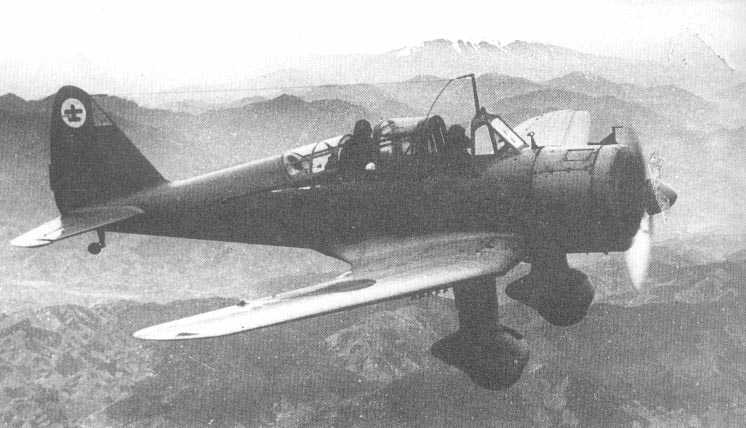
組織名「士」を意匠化し描いた陸軍航空士官學校的九九式高練（キ55）
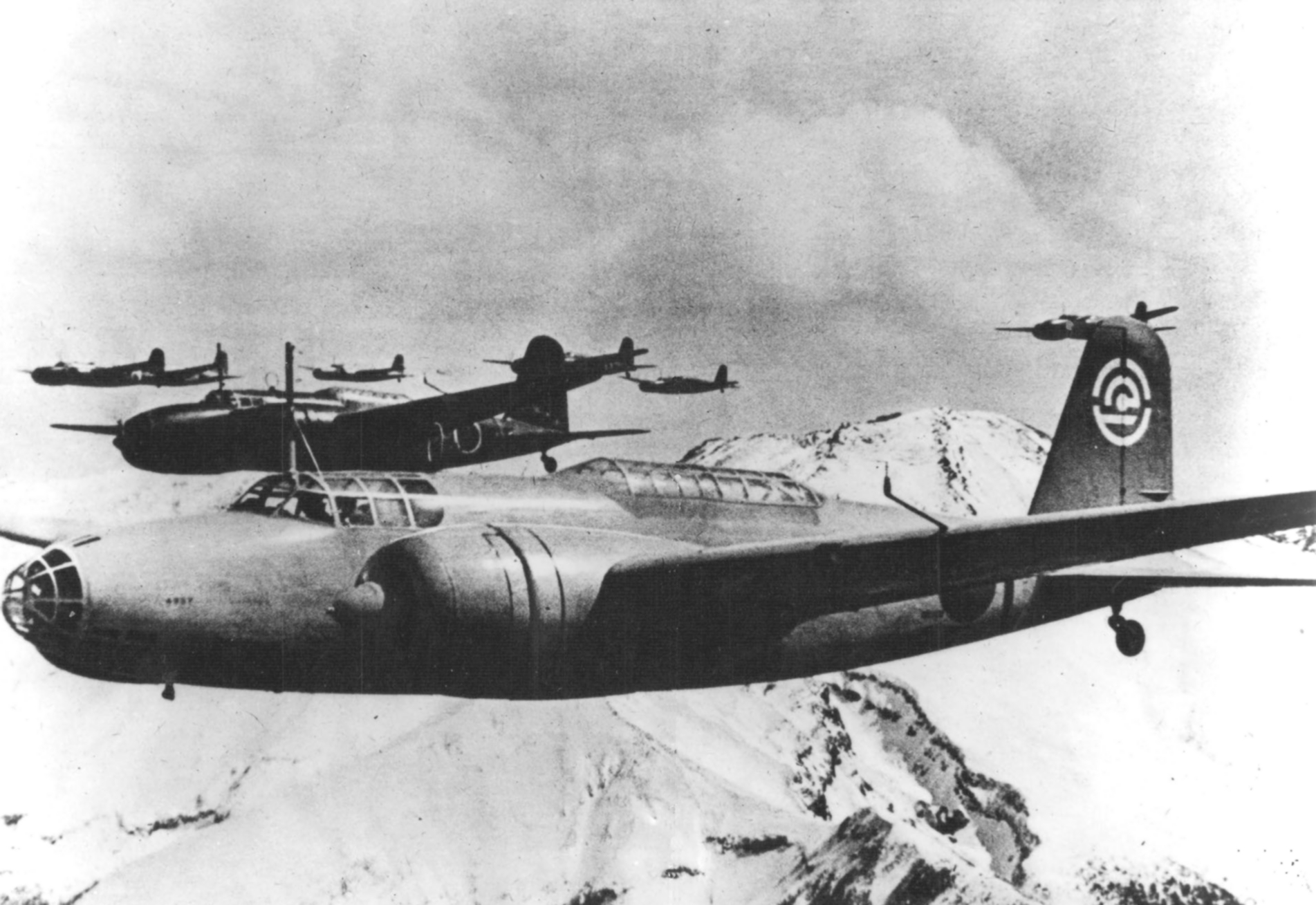
濱松陸軍飛行學校的九七重爆二型甲（キ21-II甲）
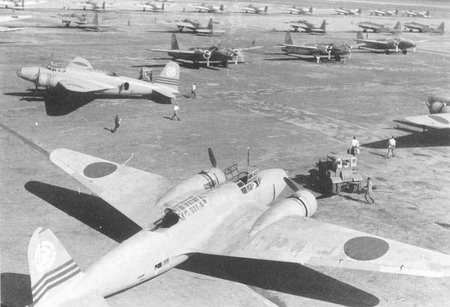
濱松陸軍飛行学校的九七重爆二型甲（キ21-II甲）
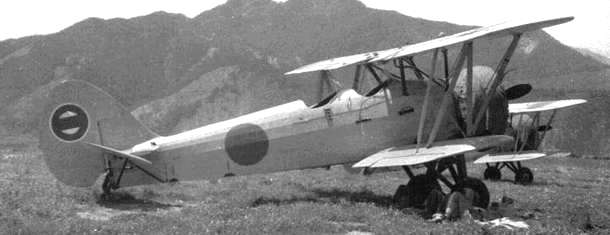
熊谷陸軍飛行學校的九五中練乙型（キ9乙）
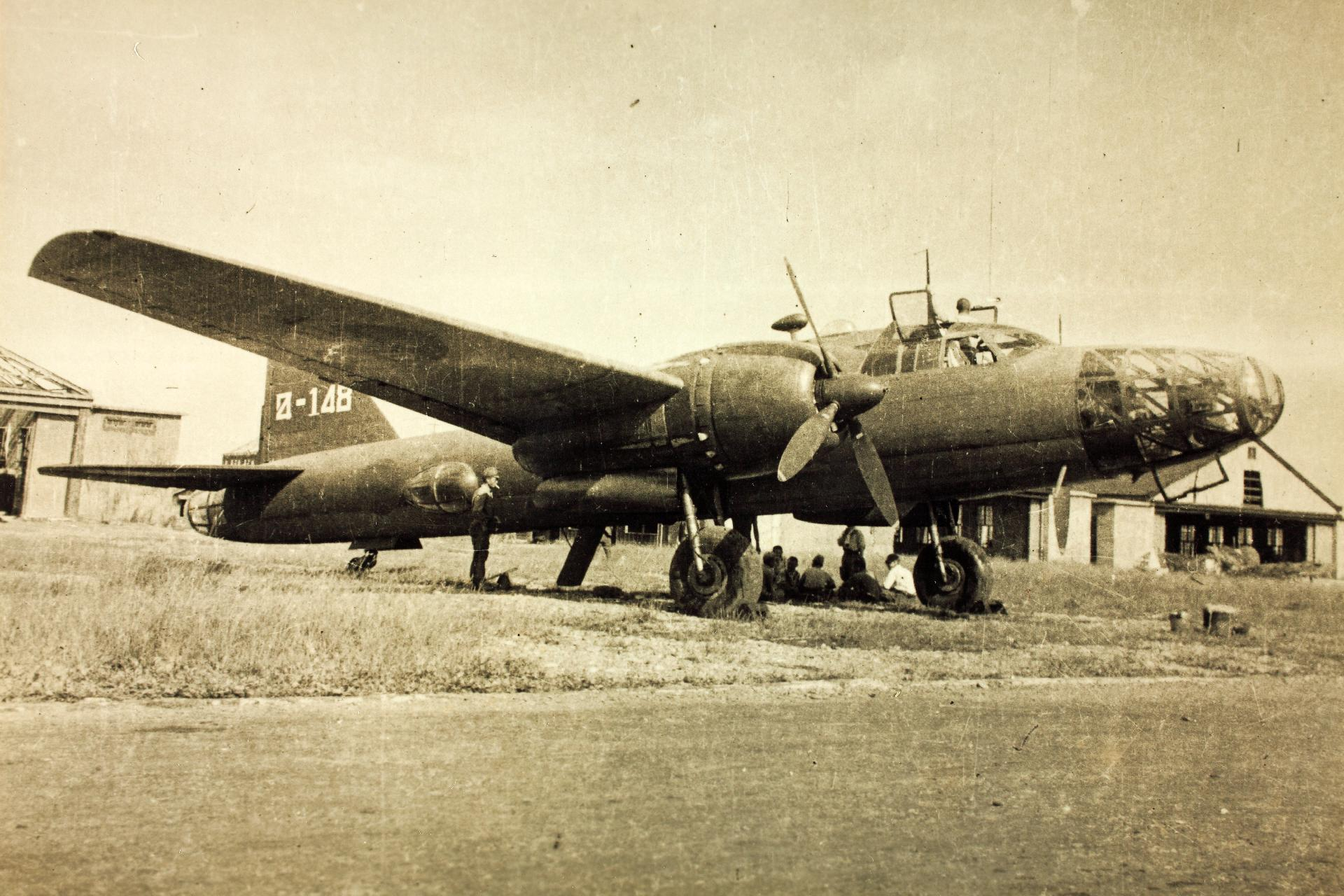
飛行第74战隊的四式重型轰炸机一型（キ67-I）
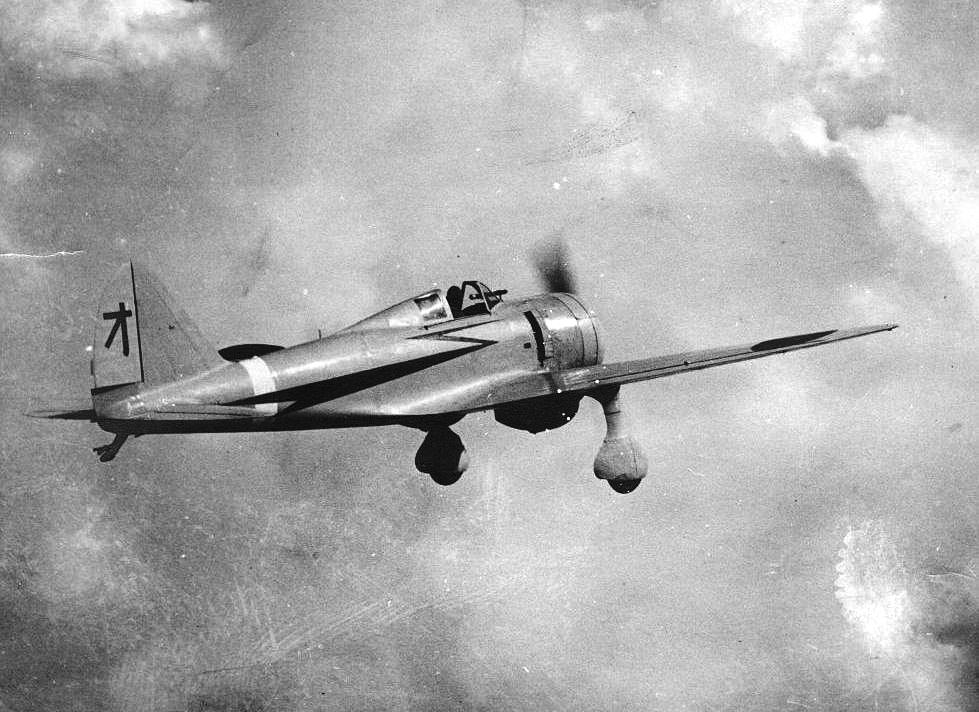
九七战甲（キ27甲）
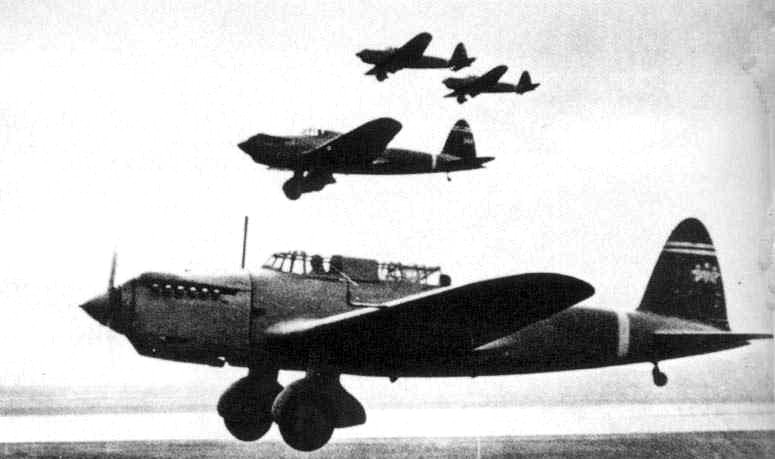
九八式輕轟炸機（キ32）
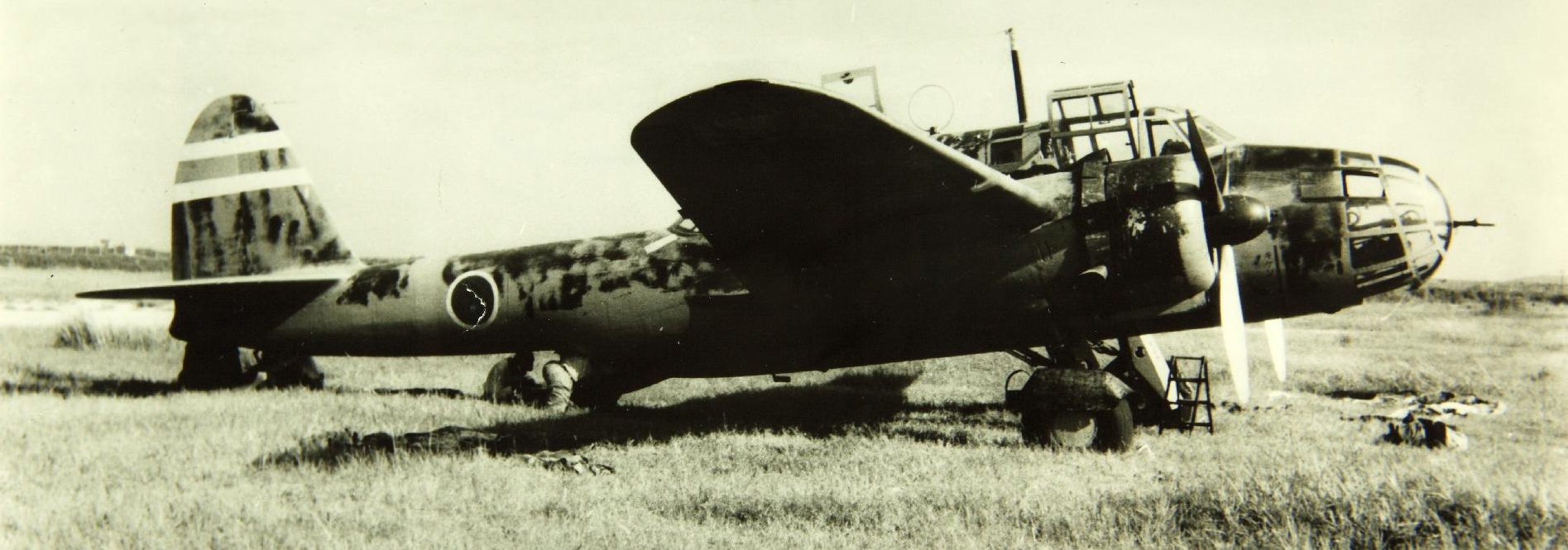
九九双轻型二型（キ48-II）
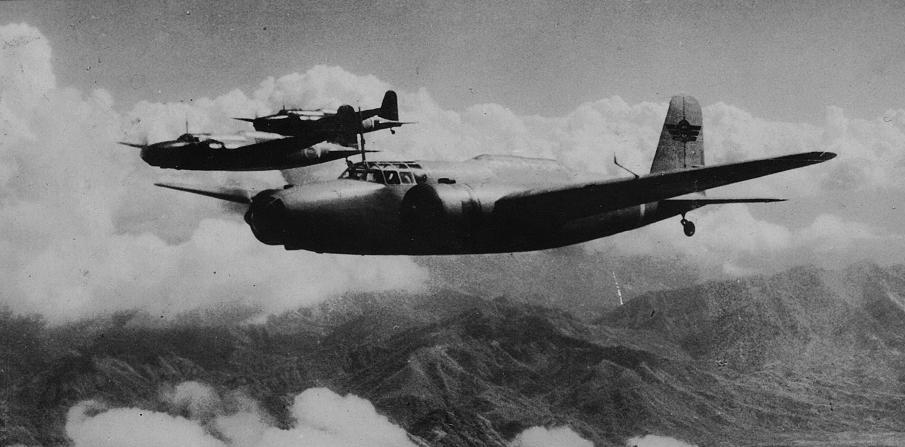
九七重爆二型甲（キ21-II甲）
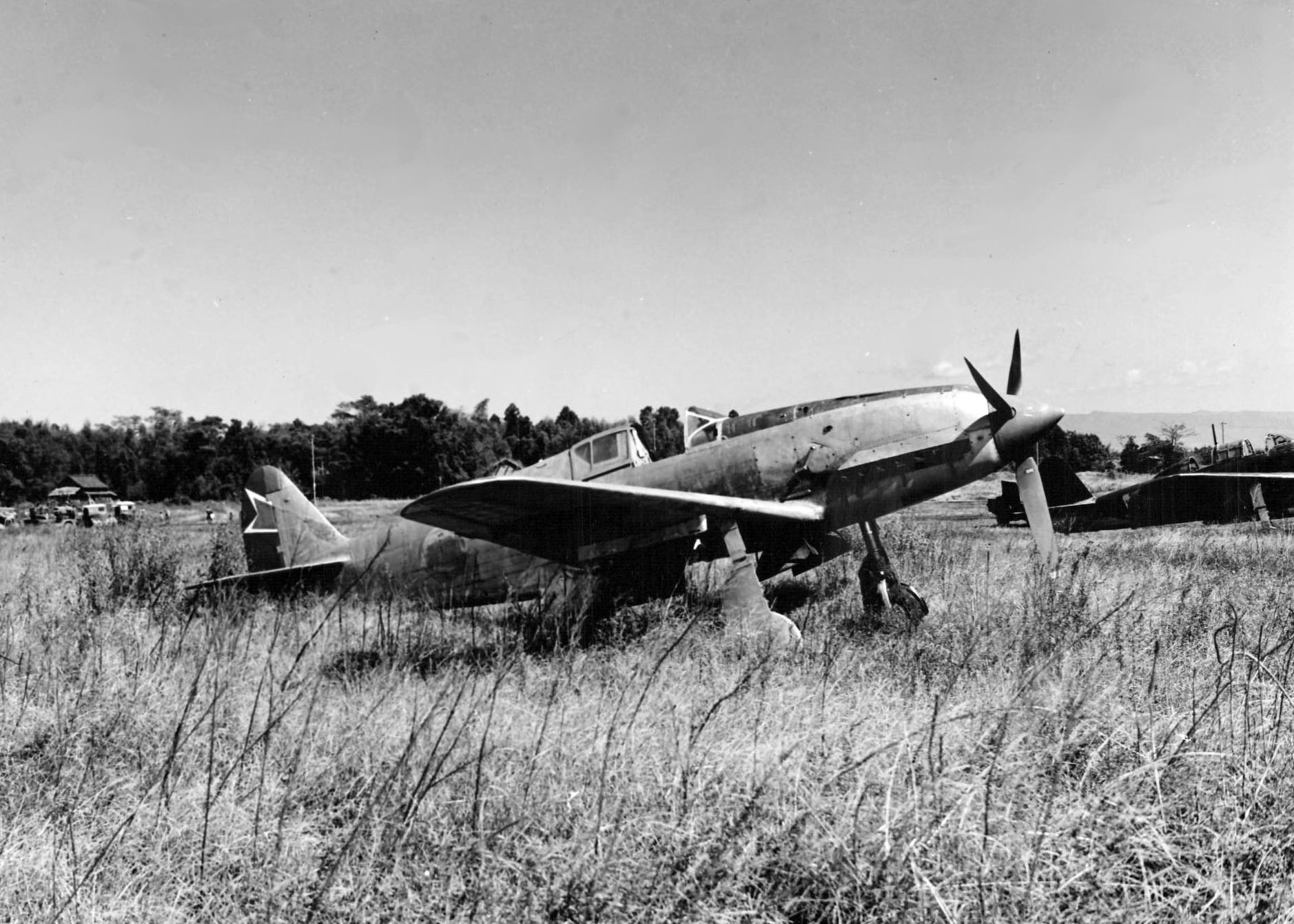
三式战「飛燕」一型（キ61-I）

## 外部連結
- 陸軍航空隊 -戦闘序列と編制- （页面存档备份，存于）